# 奧特高地
80°38′S 30°0′W / 80.633°S 30.000°W
奧特高地（英語：Otter Highlands），是南極洲的高地，位於科茨地，全長31公里，處於洛伊山和惠思高地之間，在1957年由英聯邦探險隊繪入地圖，現時由南極條約體系管理。